# 西部航空
西部航空有限责任公司（简称西部航空）是一家以重庆江北国际机场为基地的低成本航空公司，注册成立于2005年，于2007年6月14日成功首航。现提供往返中国大陆部分城市及新加坡的航空客运服务。
西部航空原为海航集团控股，2019年12日3日海航集團與重慶渝富集團（重庆市国资委属下企业）在重慶簽署《協議書》，將對旗下的西部航空公司進行股權重組，渝富集團或其指定企業，將合計持有股權將超過70%，成為西部航空第一大股東，生產經營則由海航的航空營運團隊繼續負責。

## 航点
截至2018年7月，西部航空开通航点46个，包括中国大陆以外的新加坡。
|  | 枢纽机场   |
|  | 未来航点   |
|  | 季节性航点 |
|  | 已结束航点 |

## 机队
最初投入使用的有3架波音737飛機，2006年，機隊已經增加到8架，新機均為空客320系列客機。2010年获得重庆市政府的贷款后，机队数再次增加到9架，机型为空客320系列客机。现所有波音飞机均已全部退租。
截止至2023年6月，西部航空共拥有飞机37架。
| 機型             | 數量 | 座位數 | 座位數 | 座位數 | 備註                       |
| 機型             | 數量 | W      | Y      | 总数   | 備註                       |
| ---------------- | ---- | ------ | ------ | ------ | -------------------------- |
| 空中巴士A319-100 | 4    | 18     | 126    | 144    | 座位布局具体飞机可能有调整 |
| 空中巴士A320-200 | 25   | 18     | 162    | 180    | 座位布局具体飞机可能有调整 |
| 空中巴士A320-200 | 25   | 18     | 168    | 186    | 座位布局具体飞机可能有调整 |
| 空中巴士A320neo  | 5    | 18     | 168    | 186    |                            |
| 空中巴士A321     | 3    | 18     | 212    | 230    |                            |
| 總數             | 37   |        |        |        |                            |

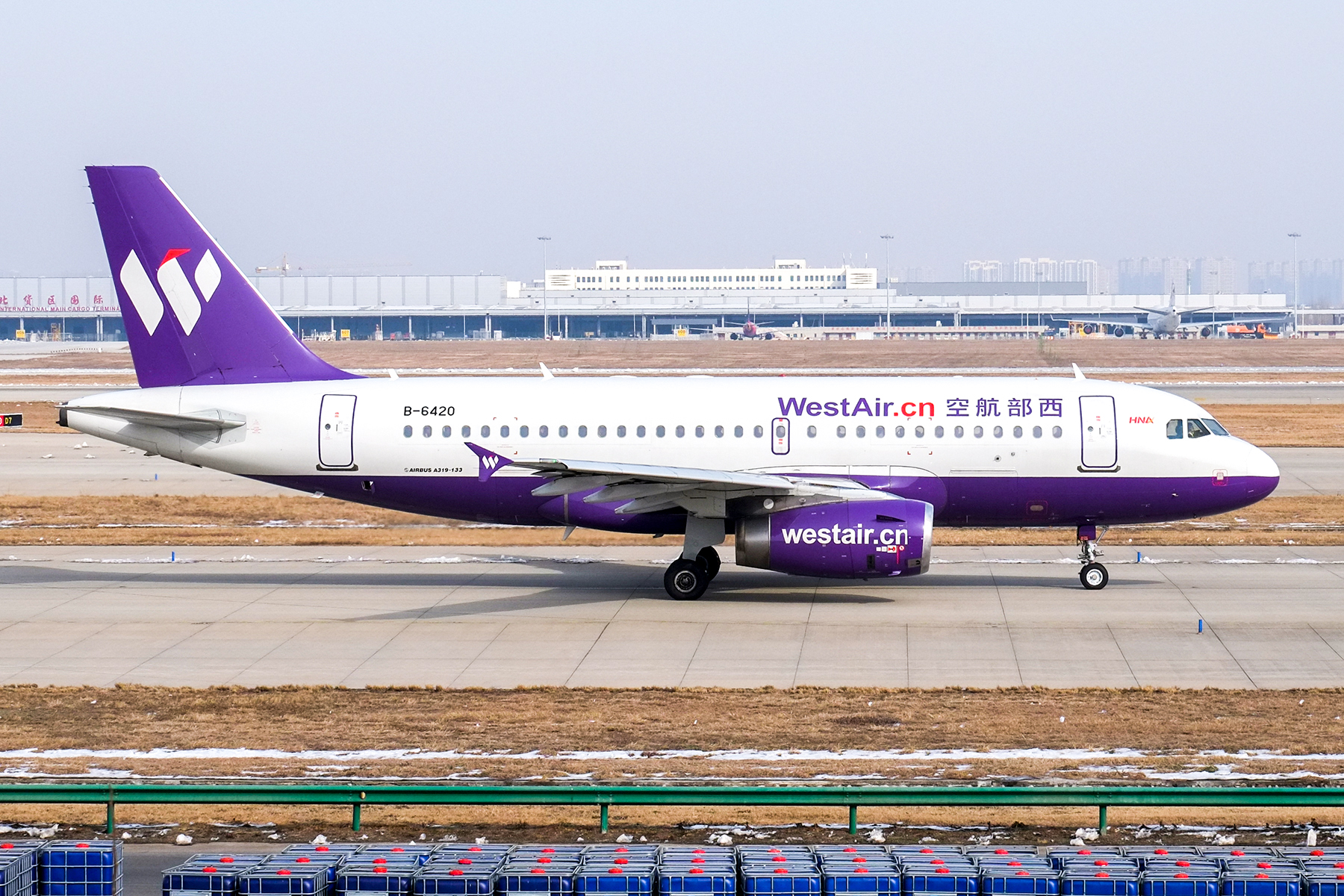
空中巴士A319型客机在鄭州新鄭國際機場
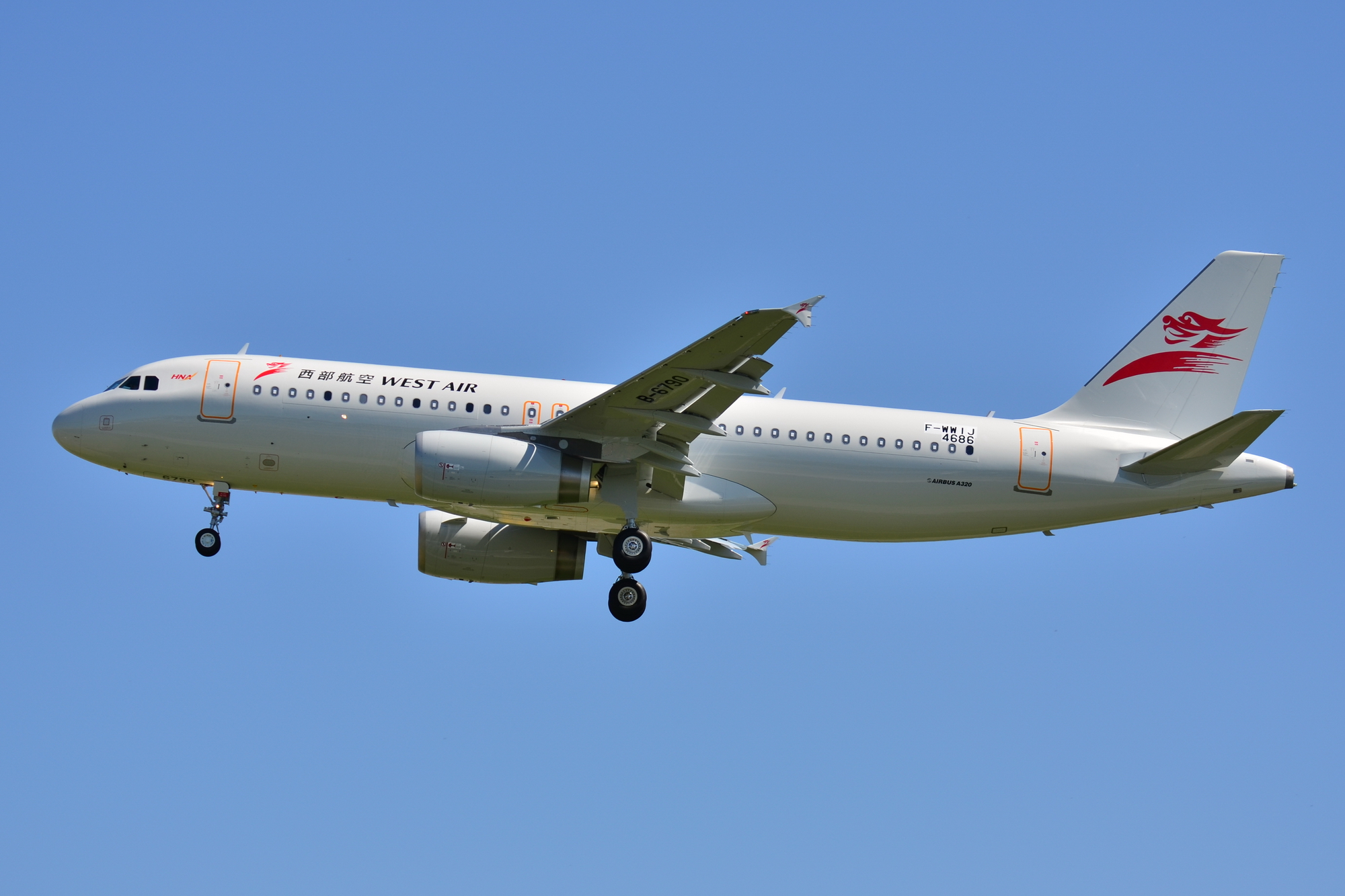
旧涂装的空中巴士A320-200型客机
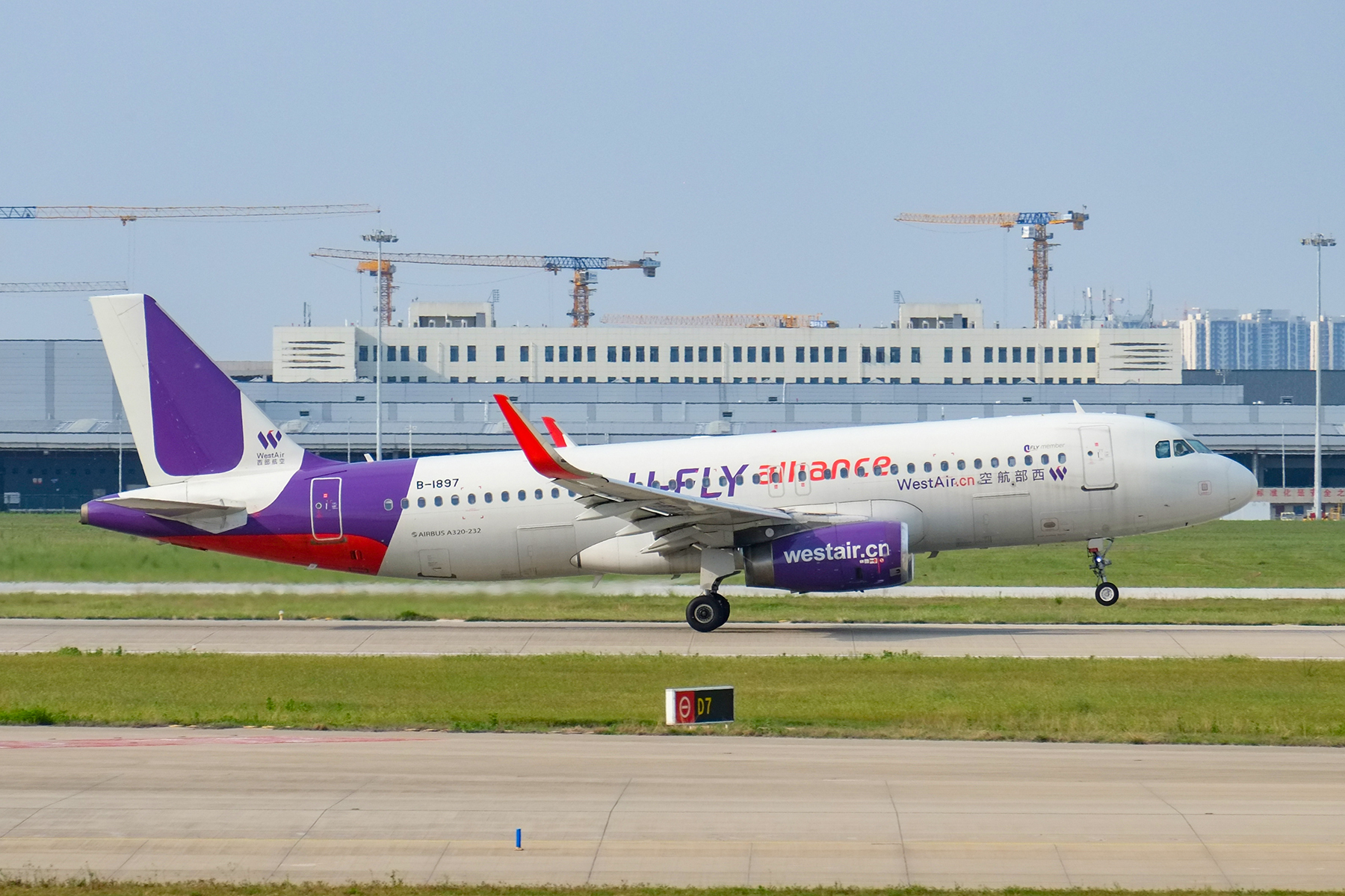
空中巴士A320-200型客機在鄭州新鄭國際機場（优行联盟彩绘）
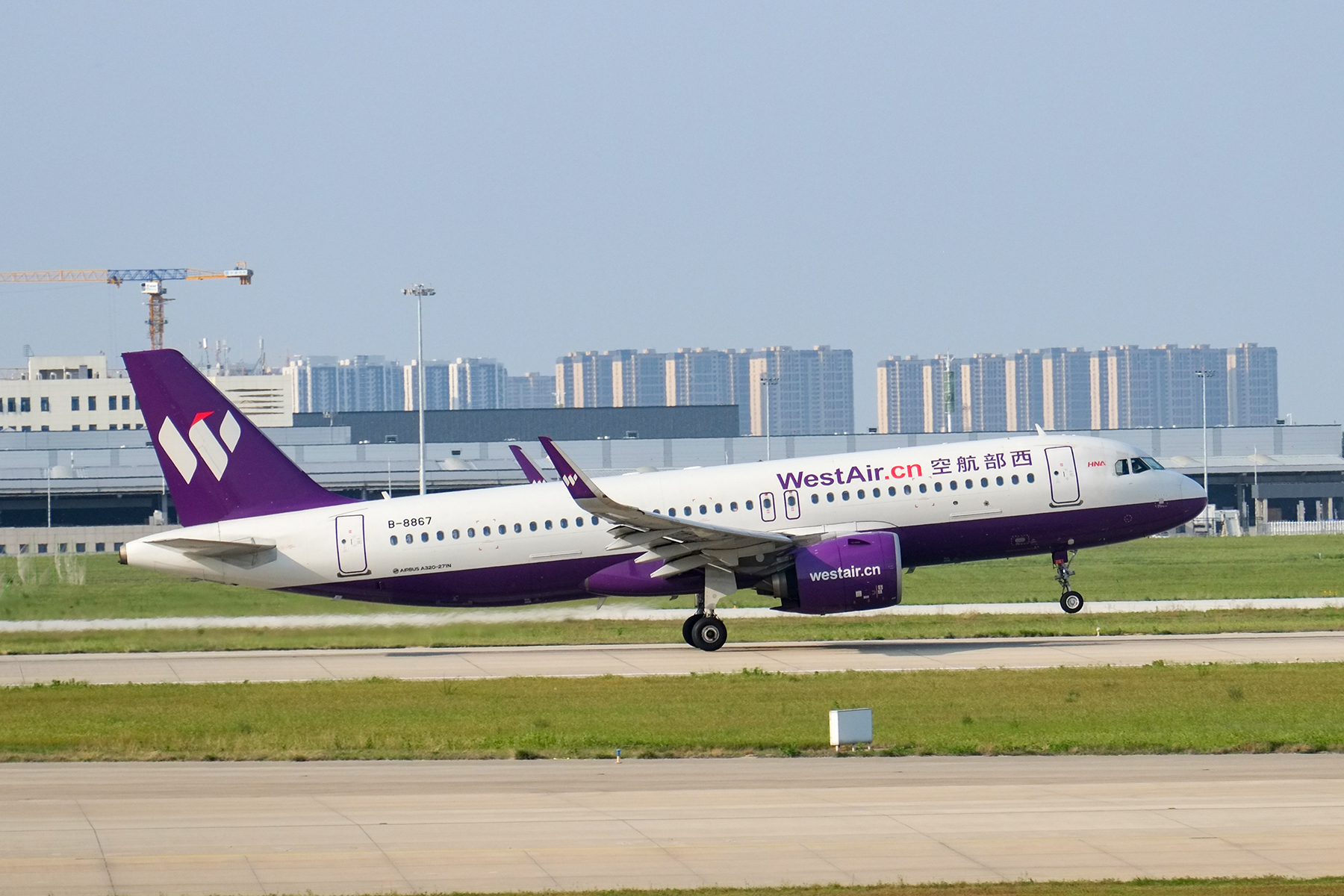
空中巴士A320neo型客機在鄭州新鄭國際機場
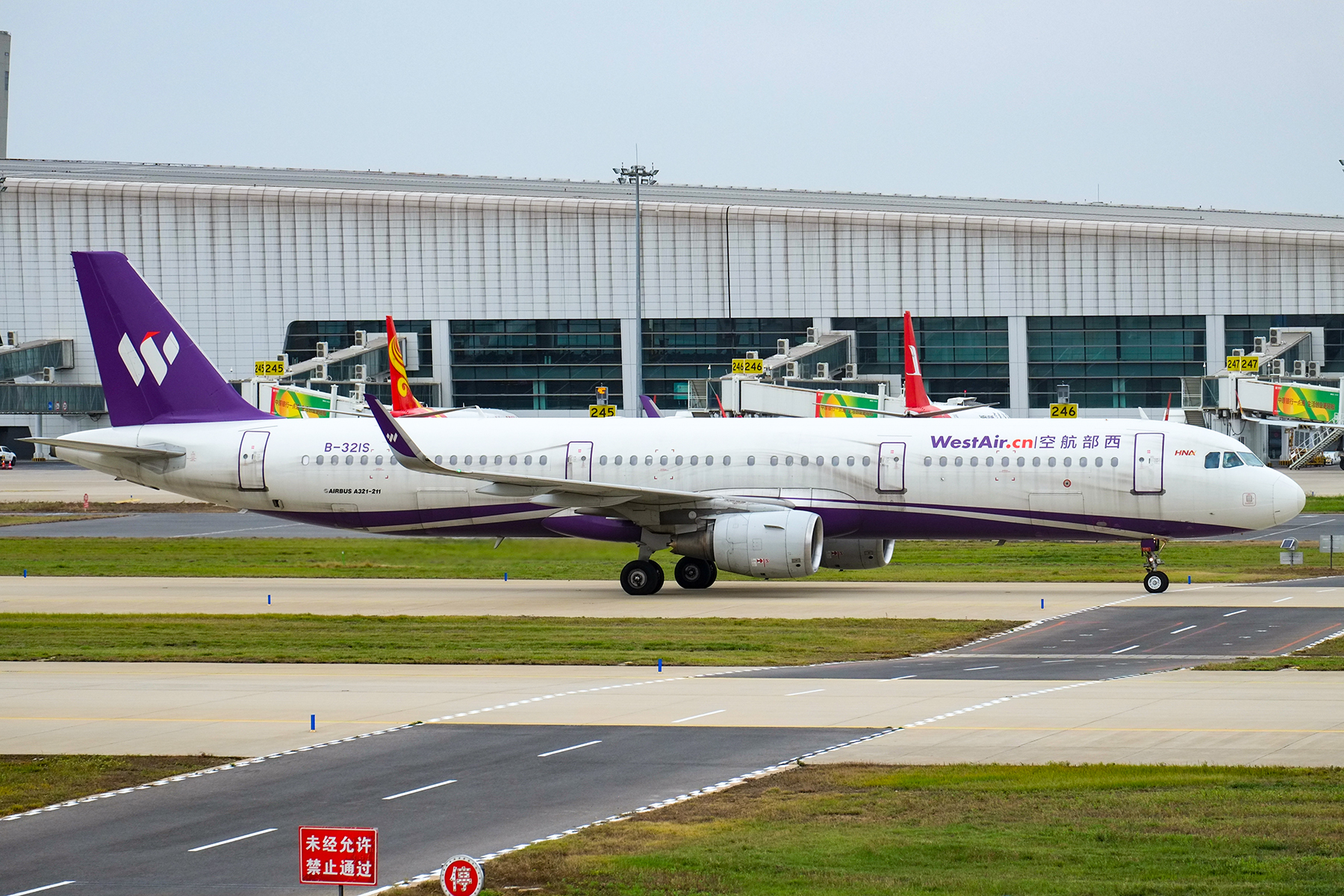
空中巴士A321-200型客機在鄭州新鄭國際機場
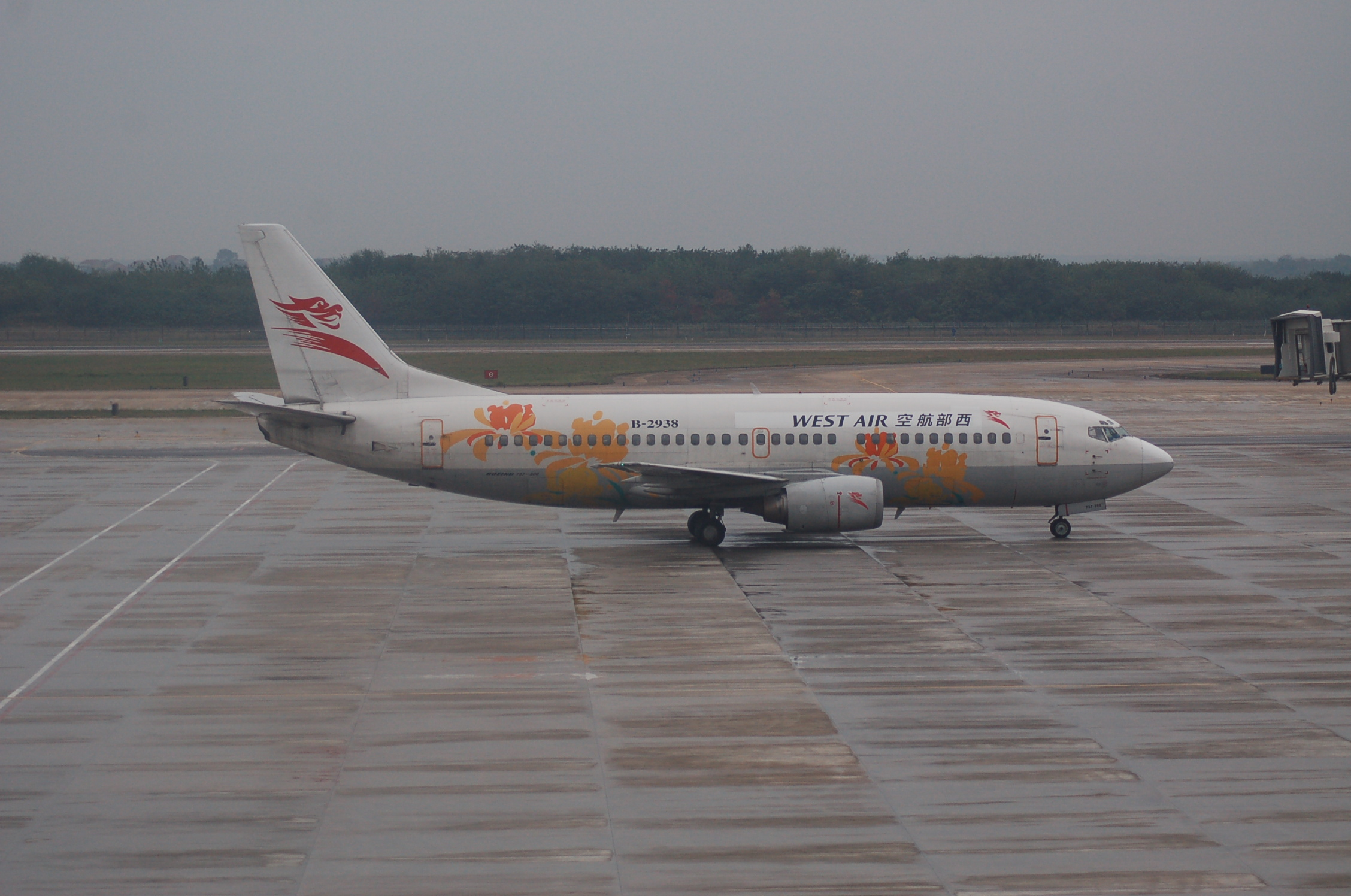
已退租的波音737

## 荣誉
西部航空在2014年，被亚太航空中心（CAPA）评为“2014亚太年度新锐航空公司”。在2015至2017年，又连续三年被世界旅游大奖（WTA）评为“亚洲领先低成本航空”及“中国领先低成本航空”。2017年被Skytrax评为“中国领先低成本航空”。2023年，被Skytrax评为「最佳中國籍低成本航空公司」。

### Skytrax評估
| 年度 | 獎項                       | 排名   |
| ---- | -------------------------- | ------ |
| 2023 | 四星級航空公司             | 不適用 |
| 2023 | 中國地區最佳低成本航空公司 | 第1名  |
| 2024 | 四星級航空公司             | 不適用 |
| 2024 | 亞洲最佳低成本航空公司     | 第6名  |
| 2024 | 中國地區最佳低成本航空公司 | 第1名  |
| 2024 | 中國地區最佳航空公司員工   | 第6名  |
| 2024 | 中國地區最佳航空公司       | 第3名  |

## 外部連結
- 西部航空官方網站（页面存档备份，存于）